# 迪芬塔勒
迪芬塔勒（法語：Dieffenthal，法語發音：[difəntal]）是法国下莱茵省的一个市镇，属于塞莱斯塔-埃尔什泰因区。

## 地理
迪芬塔勒（48°18'35"N, 7°25'11"E）面积1.51 平方千米，位于法国大東部大區下莱茵省，该省份为法国大陆部分最东部的省份，是阿尔萨斯的一部分，今与上莱茵省组成了阿尔萨斯欧洲集体，其南至上莱茵省，西南接孚日省和默尔特-摩泽尔省，西接摩泽尔省，北与德国接壤，东侧沿莱茵河与德国相望。
与迪芬塔勒接壤的市镇（或旧市镇、城区）包括：当巴克城、谢尔维莱尔。
迪芬塔勒的时区为UTC+01:00、UTC+02:00（夏令时）。

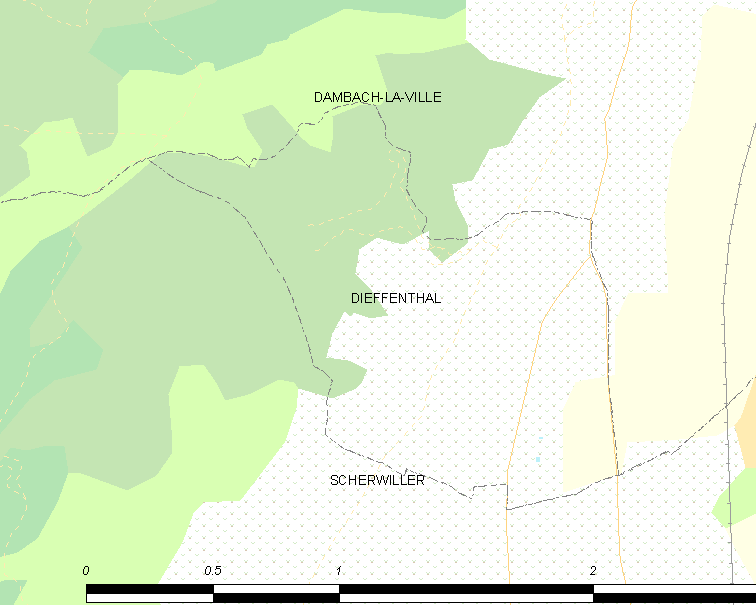
迪芬塔勒的OSM定位图

## 行政
迪芬塔勒的邮政编码为67650，INSEE市镇编码为67094。

## 政治
迪芬塔勒所属的省级选区为塞莱斯塔县。

## 人口

1962-2008年间迪芬塔勒人口变化图示

迪芬塔勒于2022年1月1日时的人口数量为267人。